# XIe gouvernement constitutionnel portugais
 (septembre 2023).
Si vous disposez d'ouvrages ou d'articles de référence ou si vous connaissez des sites web de qualité traitant du thème abordé ici, merci de compléter l'article en donnant les références utiles à sa vérifiabilité et en les liant à la section « Notes et références ».
République portugaise
Xe constitutionnel XIIe constitutionnel
Le XIe gouvernement constitutionnel portugais (XI Governo Constitucional de Portugal) est le gouvernement de la République portugaise entre le 17 août 1987 et le 31 octobre 1991, durant la cinquième législature de l'Assemblée de la République.

## Coalition et historique
Dirigé par le Premier ministre libéral sortant Aníbal Cavaco Silva, il est formé par le seul Parti social-démocrate (PPD/PSD), qui dispose de 148 députés sur 250 à l'Assemblée de la République, soit 59,2 % des sièges, soit la première majorité absolue pour un parti seul depuis la révolution des Œillets.
Il a été nommé à la suite des élections législatives anticipées du 19 juillet 1987 et succède au Xe gouvernement constitutionnel, également constitué du seul PPD/PSD mais minoritaire et victime d'une motion de censure du Parti rénovateur démocratique (PRD), soutenue par le Parti socialiste (PS) et le Parti communiste portugais (PCP).
Lors des élections législatives du 6 octobre 1991, les premières à se tenir à terme de législature depuis 1980, le PPD/PSD a confirmé sa majorité absolue, avec 135 députés sur 230. Cavaco Silva a donc pu constituer le XIIe gouvernement constitutionnel.

## Composition

### Initiale (17 août 1987)
- Les nouveaux ministres sont indiqués en gras, ceux ayant changé d'attributions en italique.

| Portefeuille                                                       | Titulaire | Titulaire                                                  | Parti   |
| ------------------------------------------------------------------ | --------- | ---------------------------------------------------------- | ------- |
| Premier ministre                                                   |           | Aníbal Cavaco Silva                                        | PPD/PSD |
| Vice-Premier ministre Ministre de la Défense nationale             |           | Eurico de Melo                                             | PPD/PSD |
| Ministre de la Présidence Ministre de la Justice                   |           | Fernando Nogueira                                          | PPD/PSD |
| Ministre des Affaires parlementaires                               |           | António Capucho (jusqu'au 25/07/1990) Manuel Dias Loureiro | PPD/PSD |
| Ministre des Finances                                              |           | Miguel Cadilhe                                             | PPD/PSD |
| Ministre de la Planification et de l'Administration du territoire  |           | Luís Valente de Oliveira                                   | PPD/PSD |
| Ministre de l'Intérieur                                            |           | José Silveira Godinho                                      | PPD/PSD |
| Ministre des Affaires étrangères                                   |           | João de Deus Pinheiro                                      | PPD/PSD |
| Ministre de l'Agriculture, de la Pêche et de l'Alimentation        |           | Álvaro Barreto                                             | PPD/PSD |
| Ministre de l'Industrie et de l'Énergie                            |           | Luís Mira Amaral                                           | Sans    |
| Ministre de l'Éducation                                            |           | Roberto Carneiro                                           | Sans    |
| Ministre des Travaux publics, des Transports et des Communications |           | João Maria de Oliveira Martins                             | PPD/PSD |
| Ministre de la Santé                                               |           | Leonor Beleza                                              | PPD/PSD |
| Ministre de l'Emploi et de la Sécurité sociale                     |           | José Silva Peneda                                          | PPD/PSD |
| Ministre du Commerce et du Tourisme                                |           | Joaquim Ferreira do Amaral                                 | PPD/PSD |
| Ministre adjoint et de la Jeunesse                                 |           | António Couto dos Santos                                   | PPD/PSD |

### Remaniement du 6 janvier 1990
- Les nouveaux ministres sont indiqués en gras, ceux ayant changé d'attributions en italique.

| Portefeuille                                                       | Titulaire | Titulaire                      | Parti   |
| ------------------------------------------------------------------ | --------- | ------------------------------ | ------- |
| Premier ministre                                                   |           | Aníbal Cavaco Silva            | PPD/PSD |
| Ministre de la Présidence Ministre de la Justice                   |           | Fernando Nogueira              | PPD/PSD |
| Ministre de la Défense nationale                                   |           | Carlos Brito                   | PPD/PSD |
| Ministre des Affaires parlementaires                               |           | Manuel Dias Loureiro           | PPD/PSD |
| Ministre des Finances                                              |           | Miguel Beleza                  | PPD/PSD |
| Ministre de la Planification et de l'Administration du territoire  |           | Luís Valente de Oliveira       | PPD/PSD |
| Ministre de l'Intérieur                                            |           | Manuel Pereira                 | PPD/PSD |
| Ministre des Affaires étrangères                                   |           | João de Deus Pinheiro          | PPD/PSD |
| Ministre de l'Agriculture, de la Pêche et de l'Alimentation        |           | Arlindo Cunha                  | PPD/PSD |
| Ministre de l'Industrie et de l'Énergie                            |           | Luís Mira Amaral               | Sans    |
| Ministre de l'Éducation                                            |           | Roberto Carneiro               | Sans    |
| Ministre des Travaux publics, des Transports et des Communications |           | João Maria de Oliveira Martins | PPD/PSD |
| Ministre de la Santé                                               |           | Arlindo de Carvalho            | PPD/PSD |
| Ministre de l'Emploi et de la Sécurité sociale                     |           | José Silva Peneda              | PPD/PSD |
| Ministre du Commerce et du Tourisme                                |           | Joaquim Ferreira do Amaral     | PPD/PSD |
| Ministre adjoint et de la Jeunesse                                 |           | António Couto dos Santos       | PPD/PSD |
| Ministre de l'Environnement et des Ressources naturelles           |           | Fernando Real                  | PPD/PSD |

### Remaniement du 6 mars 1990
- Les nouveaux ministres sont indiqués en gras, ceux ayant changé d'attributions en italique.

| Portefeuille                                                       | Titulaire | Titulaire                      | Parti   |
| ------------------------------------------------------------------ | --------- | ------------------------------ | ------- |
| Premier ministre                                                   |           | Aníbal Cavaco Silva            | PPD/PSD |
| Ministre de la Présidence Ministre de la Défense nationale         |           | Fernando Nogueira              | PPD/PSD |
| Ministre des Affaires parlementaires                               |           | Manuel Dias Loureiro           | PPD/PSD |
| Ministre des Finances                                              |           | Miguel Beleza                  | PPD/PSD |
| Ministre de la Planification et de l'Administration du territoire  |           | Luís Valente de Oliveira       | PPD/PSD |
| Ministre de l'Intérieur                                            |           | Manuel Pereira                 | PPD/PSD |
| Ministre de la Justice                                             |           | Álvaro Laborinho Lúcio         | PPD/PSD |
| Ministre des Affaires étrangères                                   |           | João de Deus Pinheiro          | PPD/PSD |
| Ministre de l'Agriculture, de la Pêche et de l'Alimentation        |           | Arlindo Cunha                  | PPD/PSD |
| Ministre de l'Industrie et de l'Énergie                            |           | Luís Mira Amaral               | Sans    |
| Ministre de l'Éducation                                            |           | Roberto Carneiro               | Sans    |
| Ministre des Travaux publics, des Transports et des Communications |           | João Maria de Oliveira Martins | PPD/PSD |
| Ministre de la Santé                                               |           | Arlindo de Carvalho            | PPD/PSD |
| Ministre de l'Emploi et de la Sécurité sociale                     |           | José Silva Peneda              | PPD/PSD |
| Ministre du Commerce et du Tourisme                                |           | Joaquim Ferreira do Amaral     | PPD/PSD |
| Ministre adjoint et de la Jeunesse                                 |           | António Couto dos Santos       | PPD/PSD |
| Ministre de l'Environnement et des Ressources naturelles           |           | Fernando Real                  | PPD/PSD |

### Remaniement du 25 avril 1990
- Les nouveaux ministres sont indiqués en gras, ceux ayant changé d'attributions en italique.

| Portefeuille                                                       | Titulaire | Titulaire                                          | Parti   |
| ------------------------------------------------------------------ | --------- | -------------------------------------------------- | ------- |
| Premier ministre                                                   |           | Aníbal Cavaco Silva                                | PPD/PSD |
| Ministre de la Présidence Ministre de la Défense nationale         |           | Fernando Nogueira                                  | PPD/PSD |
| Ministre des Affaires parlementaires                               |           | Manuel Dias Loureiro                               | PPD/PSD |
| Ministre des Finances                                              |           | Miguel Beleza                                      | PPD/PSD |
| Ministre de la Planification et de l'Administration du territoire  |           | Luís Valente de Oliveira                           | PPD/PSD |
| Ministre de l'Intérieur                                            |           | Manuel Pereira                                     | PPD/PSD |
| Ministre de la Justice                                             |           | Álvaro Laborinho Lúcio                             | PPD/PSD |
| Ministre des Affaires étrangères                                   |           | João de Deus Pinheiro                              | PPD/PSD |
| Ministre de l'Agriculture, de la Pêche et de l'Alimentation        |           | Arlindo Cunha                                      | PPD/PSD |
| Ministre de l'Industrie et de l'Énergie                            |           | Luís Mira Amaral                                   | Sans    |
| Ministre de l'Éducation                                            |           | Roberto Carneiro                                   | Sans    |
| Ministre des Travaux publics, des Transports et des Communications |           | Joaquim Ferreira do Amaral                         | PPD/PSD |
| Ministre de la Santé                                               |           | Arlindo de Carvalho                                | PPD/PSD |
| Ministre de l'Emploi et de la Sécurité sociale                     |           | José Silva Peneda                                  | PPD/PSD |
| Ministre du Commerce et du Tourisme                                |           | Fernando Faria de Oliveira                         | PPD/PSD |
| Ministre adjoint et de la Jeunesse                                 |           | António Couto dos Santos                           | PPD/PSD |
| Ministre de l'Environnement et des Ressources naturelles           |           | Fernando Real (jusqu'au 25/04/1991) Carlos Borrego | PPD/PSD |